# Eliza Bonaparte

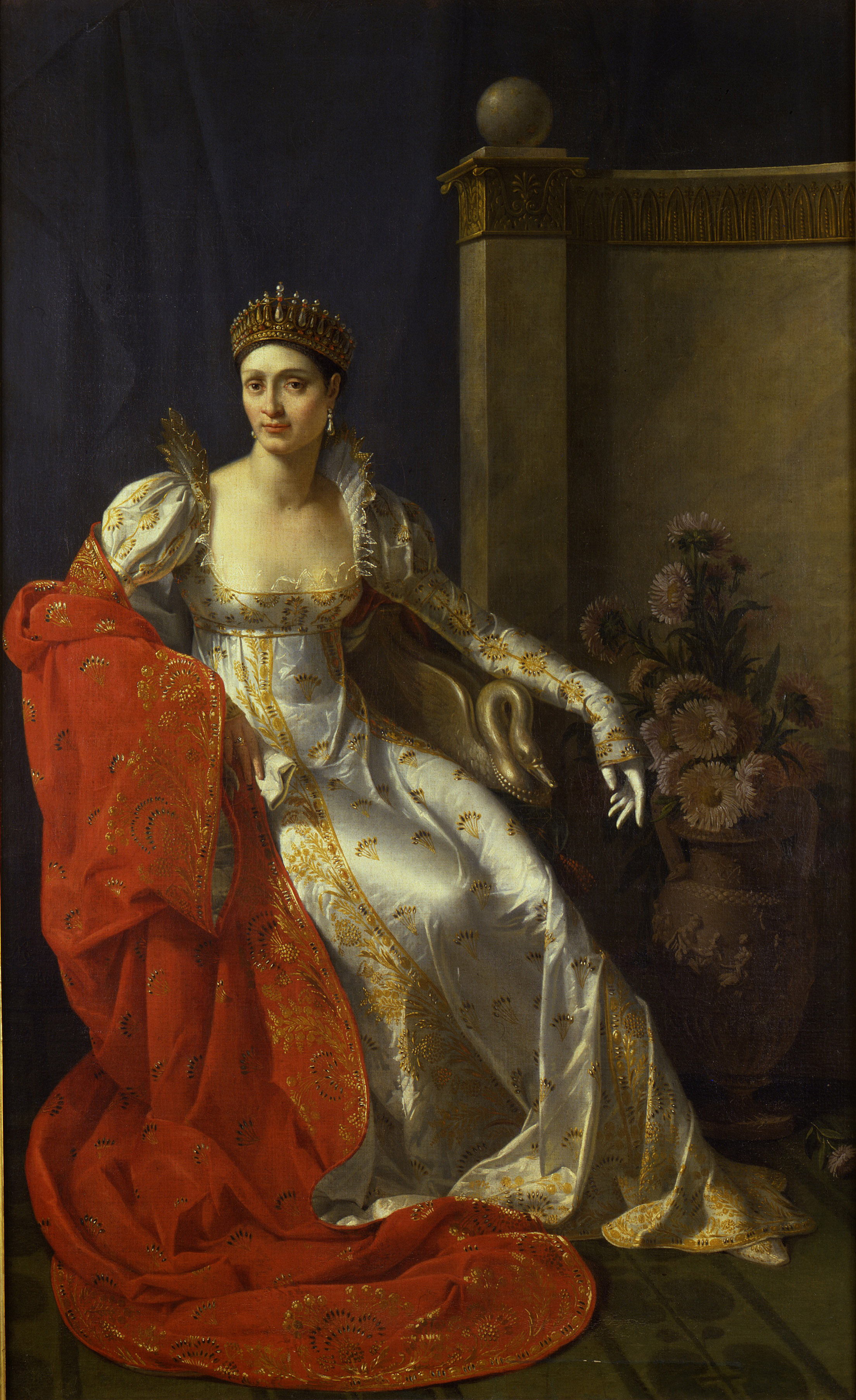
Eliza Bonaparte ok. 1805 (portret Wilhelminy Benoist)

Eliza Maria Anna Bonaparte, później Baciocchi (ur. 3 stycznia 1777 w Ajaccio, zm. 7 sierpnia 1820 w Villa Wicentina, koło Cervignano) – jedna z trzech sióstr cesarza Francuzów Napoleona I, najstarsza córka Carla Buonaparte i Letycji Buonaparte.

## Życiorys
Eliza odznaczała się ostrym językiem i nie darzono ją sympatią w gronie rodzinnym. Miała wybuchowy temperament. Pisarka księżna d’Abrantès napisała o niej: „To najbardziej nieprzyjemna kobieta, jaką znałam”, „Pani Bacciochi [Eliza] nigdy nie była miła dla swojej matki, ale dla kogóż kiedykolwiek była? Nigdy nie poznałam nikogo o tak ostrym języku”.
Swojego przyszłego męża – Baciocchiego (1762–1841), poznała w Marsylii, gdzie mieszkał jako lokator jej matki. Pochodził on ze starego i zubożałego rodu wywodzącego się z Korsyki. Para wzięła ślub 1 maja 1797. Mieli czworo dzieci, z których tylko Eliza Napoleona (1806–1869), później hrabina de Mazzoleni, dożyła podeszłego wieku. Letycja upierała się, że małżeństwo powinno zostać uprawomocnione przez ceremonię religijną. Małżonkowie w przyszłości żałowali zawartego związku, czego przyczyną był głównie charakter Elizy. Mówiła szybko i szorstko suchym cierpkim tonem, bez śladu włoskiego akcentu, według jej brata Lucjana Bonaparte, potrafiła wykrzesać w sobie nieco wdzięku, kiedy się postarała. Zarówno ona, jak i jej mąż zmienili swoje imiona – ona z Maria Anna na Eliza, a on z Paquale na Feliks.

### Czasy Konsulatu
W czasach Konsulatu Eliza mieszkała w Hôtelu Maurepas. Wśród przyjmowanych przez nią gości byli Jacques-Louis David, Ludwik de Fontanes i François-René de Chateaubriand. Interesowała się również, podobnie jak brat Lucjan Bonaparte teatrem. W sztuce Alzire Woltera, zagrała jedną z głównych ról.
W tym czasie jej mąż otrzymał dowództwo półbrygady i przydział do miejskiego garnizonu. Eliza ingerowała w sprawy awansów w dowodzonej przez niego jednostce. Według Metternicha nawet Napoleon Bonaparte obawiał się siostry. Eliza starała się zaskarbić jego przyjaźń, pozwalając sobie jedynie na krytyczne wypowiedzi w sprawach wydatków jego żony Józefiny. Prawdopodobnie informacje o romansach Elizy, przekazane Napoleonowi przez ministra policji Josepha Fouché, stały się przyczyną jej wyjazdu z Paryża.

### Okres cesarstwa
18 maja 1804 Napoleon zaliczył ją (lecz nie jej męża) w poczet francuskiej rodziny cesarskiej i nadał jej tytuł „Cesarskiej Wysokości”.
Pod koniec marca 1805 roku, w tym samym dekrecie, na mocy którego przyjął koronę Włoch, Napoleon obdarzył siostrę dziedzicznym tytułem księżnej Piombino i ogłosił, że daje Elizie to niewielkie państwo „nie z powodu braterskich uczuć, lecz z roztropności politycznej”. Jej nieutytułowany małżonek otrzymał tytuł księcia Feliksa I, ale to Eliza panowała. Leżące naprzeciwko Korsyki Piombino liczyło zaledwie 20 000 mieszkańców. Jednak w czerwcu tego samego roku Eliza została księżną Lukki i Piombino, dostała starą republikę z przyległymi terytoriami. Jej wyniesienie stało się powodem zazdrości całego rodu Bonapartów.

W przeciwieństwie do swoich braci Eliza odniosła sukces jako władczyni i zyskała szacunek, pomimo braku sympatii ze strony miejscowej ludności. Pod panowaniem Elizy księstwo Lukka przeżywało okres gospodarczego i kulturowego rozkwitu. Jej najświetniejszym osiągnięciem było ożywienie chylących się ku upadkowi kamieniołomów w Carrarze, które sfinansowała dzięki bankowi państwowemu, który założyła. W kamieniołomach ulokowała artystów rzeźbiarzy. Wkrótce kamieniołomy dostarczały popiersia wszystkich dygnitarzy cesarstwa, włącznie 500 podobiznami samego Napoleona tylko we wrześniu 1808 roku. Eksportowały też nagrobki, kominki, zegary, kolumny i ołtarze, a nawet cały meczet dla beja Tunisu. Osuszała bagna, nałożyła monopol państwowy na połowy tuńczyka, rozpoczęła wydobycie ałunu w Piombino, wspierała produkcję jedwabiu i aksamitu, angażując specjalistów z Lyonu i Genui, ulepszała garbarnie i wytwórnie mydła; zakładała też biblioteki, fundowała katedry uniwersyteckie, Akademię Medyczną i Instytut Napoleoński wzorowany na Institut Français. Powstał też Instytut Elizy, gdzie kształcono szlachetnie urodzone dziewczęta.

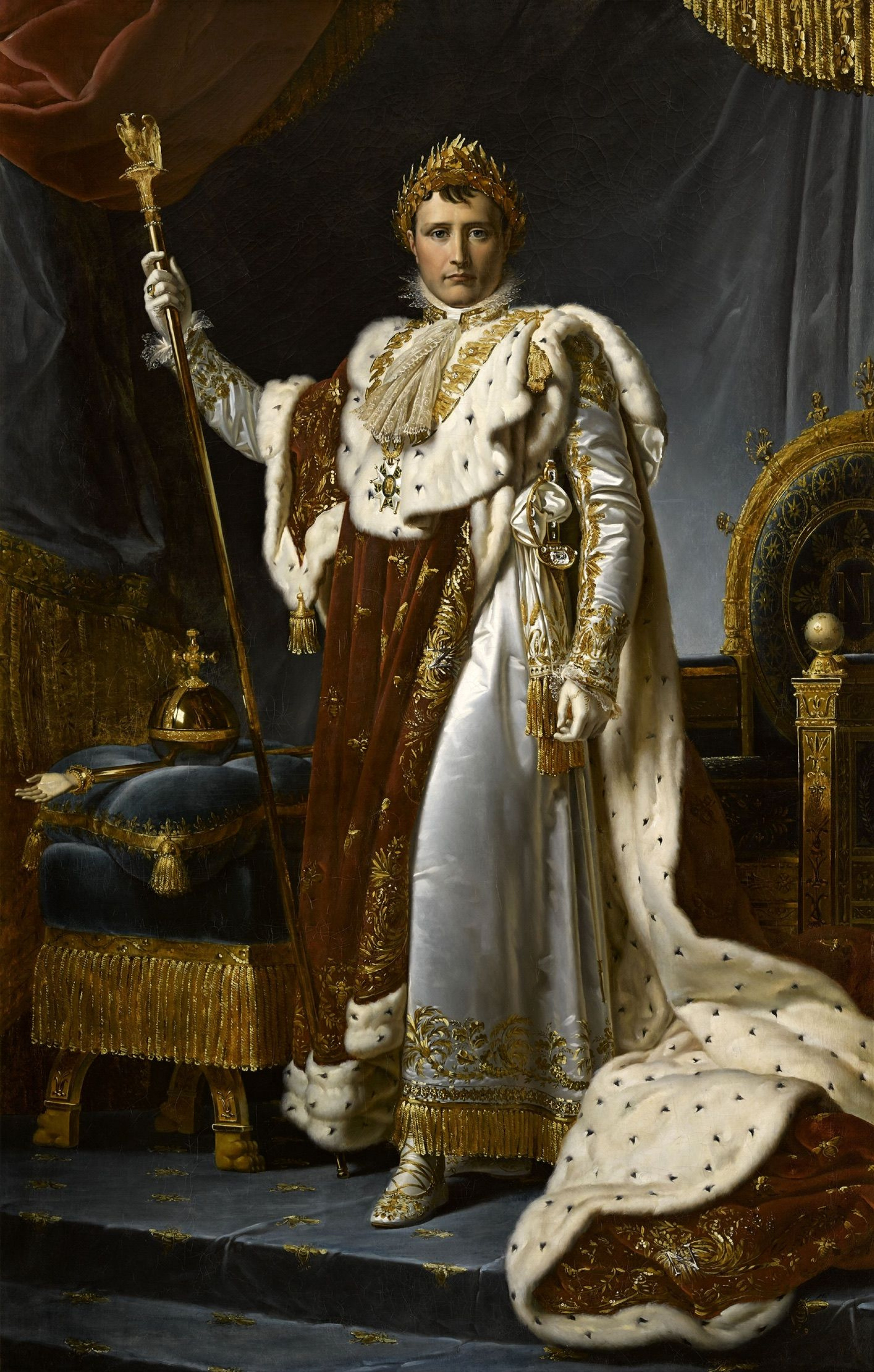
Cesarz Napoleon, brat Elizy

Budżet Lukki pozostał zbilansowany, skarb uzupełniła konfiskata ziem kościelnych. Dochody przynosił również państwowy dom gry. Eliza starała się też upiększyć swoją małą stolicę, zwłaszcza pałac i teatr, a jej starania widać w Lucce do dziś. Dysponowała licznymi posiadłościami wiejskimi, zwłaszcza w Bagni di Lucca, w Viareggio nad morzem i, przede wszystkim, w Massie koło Lukki, którą ozdobiła wspaniałymi ogrodami i teatrem z malowidłami al fresco, gdzie wystawiano amatorskie przedstawienia z jej udziałem (szczególnie lubiła rolę w Fedrze Racine’a).
W polityce zagranicznej władczyni znajdowała preteksty do sporów z sąsiadką – neurotyczną królową Marią Luizą ze zbankrutowanej i podupadłej Etrurii, zmuszając ją do ustępstw terytorialnych – Eliza zamierzała przejąć całą Toskanię. Jej realizm symbolizowało wykorzystanie starego herbu rodziny Bonaparte zamiast współczesnego tworu. Wiedziała, jak postępować z Napoleonem, mimo iż jej nie lubił. Jego urodziny 15 sierpnia zawsze obchodzono w Lukce starannie przygotowanymi uroczystościami, a gdy nadchodziły wieści o cesarskich zwycięstwach, śpiewano Te Deum. Eliza rządziła państewkiem zgodnie ze standardami absolutyzmu oświeconego. Posiadała licznych kochanków. Nad dworem Elizy zawsze unosiła się lekka atmosfera skandalu: co znamienne, lektorką władczyni była awanturnica Ida Saint-Elme, utrzymanka marszałka Neya.
Najbardziej intrygujący romans łączył Elizę ze skrzypkiem Paganinim, którego mianowała virtuoso di corte i dowódcą swojej straży przybocznej. Podczas pobytu w Lukce muzyk skomponował dla niej sonatę skrzypcową, sonatę na skrzypce i orkiestrę na cześć cesarza, znaną jako Napoleońska i sonatę na skrzypce i gitarę. Upodobanie do skrzypiec Eliza zawdzięczała nie tylko swojemu mężowi Feliksowi – sama uwielbiała muzykę. Neapolitański renegat Paisiello zadedykował jej operę Prozerpina, za co otrzymał złoty medal, a Spontini Westalkę. Eliza zaś na swojego maestro wybrała utalentowanego Pucciniego, dziadka Giacoma.
Eliza zaspokoiła własne ambicje, dodając do swojego państwa Toskanię, co osiągnęła – rzecz nietypowa dla Bonapartów – taktem i dyplomacją. Zamiast przekazać Toskanię i Parmę siostrze, kiedy ich władcy zostali obaleni w 1808 roku, Napoleon włączył je do imperium francuskiego. Eliza nie okazała najmniejszych oznak rozczarowania. „Mam niewielkie ambicje i tutejszy klimat mi odpowiada”, napisała do swojego ulubionego brata Lucjana. Mimo to składała dyskretne wizyty we Florencji (jako „hrabina de Mondioni”), by obejrzeć kolekcję dzieł sztuki i salony miasta. Zaczęła też korespondować z toskańskimi urzędnikami, włącznie z szefem policji, który skarżył się jej na mankamenty administracji. Pozostawała wierna Napoleonowi – rządziła Lukką dokładnie tak, jak chciał, składała dochody z ceł na coroczną rekompensatę i wprowadziła francuskich inspektorów, by sprawdzali, czy brytyjskie towary nie wpływają do jej portów.
W nagrodę za posłuszeństwo bratu, w maju 1809 roku została generalnym gubernatorem Toskanii z tytułem wielkiej księżnej. Jej mąż, książę Feliks, nie dostał tytułu wielkiego księcia, ale zaledwie tytuł lokalnego głównodowodzącego, a tym samym musiał wykonywać rozkazy żony. Eliza w praktyce była wicekrólem, chociaż oficjalnie Toskania pozostawała częścią Francji. Wyremontowała pałac Pitti i tam urządziła swoją rezydencję – latem przenosiła dwór do Pizy. Władza wielkiej księżnej rozciągała się teraz od Apeninów do morza (sięgając aż do Elby, z nadziejami na Korsykę). Eliza zorganizowała tu na poły królewski dwór i gwardię z florenckiej szlachty. Pompa i ceremoniał były nieco zbyt pretensjonalne, chociaż Eliza pobierała lekcje etykiety od pani de Genlis, dawnej nauczycielki dzieci księcia Orleanu. Dużym kosztem sprowadziła trupę francuskich aktorów, by grywali na zmianę z rodzimymi aktorami włoskimi. Zachowała jednak dość realizmu i na swojej nowej fladze zostawiła stary herb Bonapartów, a na listach do cesarza podpisywała się „Twoja najbardziej oddana i uległa siostra”. Nie mogła uniknąć okazjonalnych sporów, kiedy zaś odmówiła deportowania kłopotliwej wdowy, hrabiny Albany, małżonki Bonny’ego Prince’a Charliego, cesarz napisał: „Jesteś moją poddaną i musisz być posłuszna moim ministrom jak każdy inny Francuz”. Zagroził też siostrze aresztowaniem. Mimo to Elizie udało się podkreślić własną władzę, zakuwając wrogów stanu w kajdany, tracąc bandytów i kasując klasztory. Odnowiła także Accademia della Crusca, ostoję języka toskańskiego. Ziemię pod władzą wielkiej księżnej szybko stały się spokojne i rozkwitały. Talleyrand nazwał ją sardonicznie Semiramidą z Lukki (ironicznie porównując ją do Katarzyny Wielkiej, Semiramidy Północy).
Paganini uciekł w grudniu 1809 roku, odmawiając powrotu pomimo jej próśb. Muzyk miał wielu następców, włącznie z baronem Capellem, prefektem Livorno, signorem Eynardem, genueńskim kupcem, któremu księżna zezwoliła na handel z Anglią, i baronem de Ceramim. Książę Feliks miał własny dwór i kochanki – plotkowano, że wybrane przez Elizę – w Palazzo Crocetta, gdzie atmosfera przywodziła pani Saint-Elme na myśl prywatny dom publiczny Ludwika XV w Parc-aux-Cerfs. Para niekiedy spotykała się wieczorami i ze swoją córką Napoleoną Elizą udawała się do teatru, do loży wielkoksiążęcej. Po przedstawieniu żegnali się i każde z małżonków odjeżdżało do własnego pałacu – i kochanka – chociaż niekiedy sypiali ze sobą. Kiedy w 1810 roku Eliza pojechała do Paryża na ślub Marii Ludwiki, towarzyszyło jej sześć dam dworu, pięciu szambelanów i dwóch paziów, w siedmiu powozach – wizyta kosztowała niemal milion franków. Maria Ludwika donosiła ojcu: „Wielka księżna Toskanii to bardzo inteligentna osoba. Jest brzydka, ale ma córkę – najładniejsze dziecko, jakie widziałam”. Podczas pobytu w Paryżu Eliza urodziła trzecie dziecko, syna Hieronima Karola, i zawarła pożyteczną przyjaźń z Fouchém, która przetrwała do końca ich życia. Kiedy następnej wiosny mały Hieronim Karol zmarł na wodogłowie, jego matka załamała się.

### Na wygnaniu
W styczniu, po usłyszeniu wiadomości o wstępnym austriacko-neapolitańskim traktacie Eliza napisała do Paryża: „Jestem aż za bardzo świadoma moich obowiązków wobec Waszej Wysokości. Dołożę wszelkich starań, żeby je wypełnić, i cokolwiek się stanie, zrobię wszystko, by utrzymać Toskanię przy Francji”. Było to, zanim dowiedziała się, że alianci przekroczyli francuską granicę. Przedwcześnie postarzała, łysiejąca wielka księżna nazbyt ochoczo pragnęła wykorzystać tak błyskotliwego polityka jak Fouché. Wyraźnie dała do zrozumienia, że jest realistką, jeśli chodzi o polityczne perspektywy brata, i chciała szczerej rady. Fouché wyjaśnił jej: „Madame, jedynym sposobem na nasze ocalenie jest śmierć cesarza na polu bitwy”. Potem doradził Elizie, żeby związała swój los z królem Joachimem, który – jak się wydawało – miał również większe szanse na przetrwanie niż Napoleon. Eliza zastosowała się do rady i najwyraźniej zawarła potajemne porozumienie z Muratem, że przekaże mu Toskanię, jeśli sama zachowa Lukkę. Rozkazała też swojemu wojsku nie stawiać oporu Neapolitańczykom, kiedy nadejdą. Wyjechała z Florencji pośród szyderstw byłych poddanych, którzy rzucali kamieniami i końskim łajnem w powóz, porzucona przez swojego równie realistycznie myślącego kochanka Ceramiego. Męża zostawiła z małym garnizonem. Książę Feliks poddał się następnego dnia 2 lutego, i odjechał wygwizdany przez mieszkańców Florencji. W Lukce Eliza ogłosiła, że zerwała wszelkie kontakty z cesarstwem francuskim.

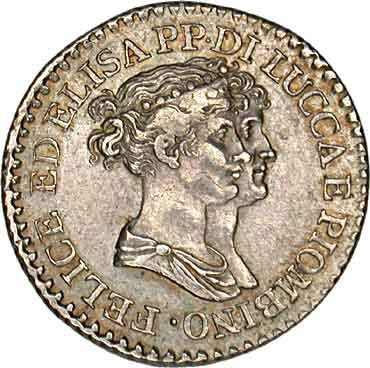
Eliza z mężem Feliksem przedstawiona na monecie.

Pod koniec władzy Napoleona francuscy żołnierze ewakuowali się przez Livorno po kilku potyczkach z Neapolitańczykami. Terytoria wielkiej księżnej zostały opanowane przez wojska przeciwnika, siły brytyjskie i austriackie. Eliza uciekła z Lukki, gdy usłyszała, że zbliżają się oddziały austriackie, chociaż była w dziewiątym miesiącu ciąży – podczas ucieczki w nędznym zajeździe urodziła syna. Dotarła zaledwie do Bolonii, gdzie aresztowali ją Austriacy i odesłali do przez Triest do miejsca odosobnienia w twierdzy Špilberk w Brnie w Czechach. Przedtem sama musiała się spakować w obecności austriackich oficerów. 15 kwietnia napisała do przyjaciółki: „Nadeszła straszliwa katastrofa. Wszystko stracone. Postanowiłam wyjechać do Neapolu. Nigdy nie zamieszkam na Elbie. Chcę osiąść w Rzymie, jeśli rząd francuski się nie sprzeciwi, a papież zezwoli”. Mimo to nie straciła nadziei na rekompensatę. Jednak Austriacy pozwolili jej wyjechać z Brna dopiero jesienią następnego roku.
Eliza, tytułująca się hrabiną Campignano, przebywała w Brnie jako wyjątkowo męczący „więzień wojenny”. Gdy usłyszała, że austriacki zarządca Toskanii sprzedał jej konie, okrutnie się skarżyła i napisała do Metternicha, że ma nadzieję, iż cesarz Franciszek o tym wie. Nieustannym zrzędzeniem w 1819 roku wyłudziła od Austriaków roczną pensję w wysokości 300 000 franków.
Po Stu Dniach jej prośba o zgodę na wyjazd do Napoleona na wyspę Świętej Heleny była prawie na pewno nieszczera i nigdy więcej nikt już jej nie usłyszał. Jednak nie uzyskała zgody na wyjazd do Bolonii i osiedlenie się w Rawennie. Wyjechała do Triestu – którą cesarz uznał za „dziurę zabitą dechami”, gdzie kupiła dom przy Campo Marzio oraz w Villa Wicentina nad morzem, gdzie złączyła się ponownie z Bacciochim i dwójką dzieci. Patronowała tam artystom i teatrowi, spełniając się w amatorskich przedstawieniach, ponadto rozpoczęła wykopaliska w rzymskiej Akwilei. Jej stosunki z matką, z którą nie widziała się od 1810 roku, pozostawały wyraźnie chłodne, ale była zadowolona, kiedy w 1819 roku w Trieście zamieszkał jej brat Hieronim, który odtąd był jej ulubionym bratem. Jeszcze bardziej ucieszyła się, kiedy w pobliżu osiedliła się jej siostra Karolina Bonaparte. Przybył tam również Fouché i stał się jej nieodłącznym towarzyszem.
Eliza coraz bardziej tyła i łysiała, więc w swoich ostatnich dniach stała się bardzo podobna do Napoleona. Bacciochi pocieszał się, sypiając z guwernantką, ale Elizę nic to nie obchodziło. W lipcu 1820 roku, odwiedzając wykopaliska w Akwilei wśród bagien, złapała „gorączkę tyfoidalną” i po niespełna miesiącu zmarła. Pochowana została w Bolonii w bazylice św. Petroniusza. Po latach Feliks Bacciochi wystawił jej pomnik w tym kościele.